# La Porte de cristal
La Porte de cristal (titre original : The Obelisk Gate) est un roman de science-fiction et de fantasy écrit par N. K. Jemisin, paru en 2016 puis traduit en français et publié en 2018. L'ouvrage a obtenu le prix Hugo du meilleur roman 2017.

## Résumé
La Porte de cristal se déroule sur une planète ne possédant qu'un seul supercontinent, appelé le Fixe, qui subit des changements climatiques catastrophiques tous les quelques siècles (la « cinquième saison »). Cette planète est habitée par différents types d'humains: 1) les orogènes, capables de contrôler les forces telluriques, 2) les fixes, des humains ordinaires sans pouvoirs spéciaux, 3) les Gardiens, dont le rôle est de s'assurer que les orogènes ne font pas de tort et 4) les mangeurs de pierre, des êtres minéraux millénaires. 
L'histoire reprend au début d'une cinquième saison qui s'annonce particulièrement difficile, qui pourrait même conduire à l'extinction de l'humanité. Elle suit le parcours de deux personnages principaux : une mère et sa fille, toutes deux des orogènes talentueuses, qui ont été séparées juste avant le début de cette dernière cinquième saison. Chacune de son côté tente de mieux comprendre la nature de l'orogénie et commence à découvrir qu'il pourrait être possible d'arrêter les saisons meurtrières et de rendre son équilibre à la Terre. On découvre aussi qu'il y a des opposants à ce que la Terre soit guérie de ses saisons.

### Schaffaa
Schaffa, l'ancien gardien d'Essun, se réveille sous l'eau après la contre-attaque dévastatrice d'Essun lors de l'apogée de La Cinquième Saison. Il est sur le point de se noyer lorsque, par désespoir, il permet à l'entité (manifestée sous la forme d'une force de rage pure) qui lui confère ses capacités et celles des autres Gardiens de prendre le contrôle de son corps pendant une brève période. Bien qu'il soit sauvé de la mort, les lésions cérébrales qui en résultent lui font perdre la mémoire et il est incapable de se souvenir de son passé de Gardien. Il est sauvé par une famille de pêcheurs sur la côte. Son manque de familiarité avec ses propres capacités surnaturelles l'amène à les tuer tous par inadvertance, et il part vers le sud en réponse à un vague souvenir à moitié remémoré.

### Nassun
L'histoire reprend peu après que le père de Nassun ait découvert que son frère est un orogène. Dans une colère aveugle, et en déduisant que Nassun est probablement un orogène aussi, il bat le frère de Nassun à mort et l'enlève alors qu'il fuit Tirimo, leur ville natale. Il a l'intention d'emmener Nassun dans le sud, où il a entendu parler d'un groupe de gardiens qui peuvent "guérir" Nassun de l'orogénie.
Nassun a toujours été proche de son père, en grande partie à cause de la relation stricte et impitoyable qu'elle entretient avec sa mère Essun, qui lui a secrètement appris à perfectionner ses capacités orogéniques afin d'éviter d'être repérée. Néanmoins, elle craint son père, qui sait maintenant qu'elle est aussi une orogène. Son père la frappe au début du voyage, et il est immédiatement pris de culpabilité ; Nassun, cependant, apprend à endurcir son cœur contre lui, et cesse de le considérer comme son véritable père.
Ils se déplacent vers le sud en traversant de nombreuses épreuves et sont les témoins directs de la dévastation causée par la fracture du continent entier par Albâtre plus au nord. La Cinquième Saison, déclenchée par cet événement, s'aggrave au fur et à mesure de leur voyage. Enfin, ils atteignent la colonie promise : une ville appelée Nouvelle lune, administrée par un groupe de Gardiens, bien qu'elle ne soit pas affiliée au Fulcrum. La ville est dirigée par Schaffa, qui l'a utilisée pour abriter de jeunes orogènes pendant les années qui ont suivi son arrivée.
Nassun et son père s'installent à Nouvelle lune, et Nassun commence à gravir rapidement les échelons du Fulcrum improvisé que les Gardiens ont établi. Elle noue un lien particulièrement fort avec Schaffa, qui la protège férocement et devient sa figure paternelle à la place de son père biologique. Elle commence à comprendre que l'orogénie, contrairement aux enseignements de sa mère et des Gardiens, ne consiste pas seulement à déplacer l'énergie thermique d'un endroit à un autre ; elle apprend à percevoir une mystérieuse énergie argentée, générée par les êtres vivants, qui sous-tend tous ses pouvoirs orogéniques. Ses capacités augmentent au point qu'elle commence à apprendre à tirer de l'énergie d'un des obélisques flottant à proximité, comme sa mère l'avait fait bien des années auparavant. En utilisant ce pouvoir, elle tue accidentellement un de ses camarades de classe en le transformant en pierre alors qu'il fait un cauchemar.
Alors que Nassun développe ses capacités, son père commence à réaliser qu'elle n'est pas "guérie" de sa "maladie". Il affronte Schaffa et tente ensuite de tuer Nassun. Celle-ci utilise à contrecœur ses pouvoirs pour transformer son père en pierre, lui aussi.

### Essun
Essun reste à Castrima, un comm qui vit dans une énorme géode souterraine. Ykka, la chef du comité, est elle-même une orogène et, grâce à son influence, les orogènes sont autorisés à vivre ouvertement avec les autres. Le comm est soutenu par de nombreuses fonctions mystérieuses de la géode qui semblent fonctionner par magie, comme les recycleurs d'air et le contrôle du climat, bien que les habitants ne comprennent pas les mécanismes sous-jacents ; cependant, ils notent que les mécanismes ne fonctionnent que lorsque les orogènes sont présents.
Albâtre, l'ancien amant d'Essun et un orogène Fulcrum immensément puissant, est également présent à Castrima. Albâtre se meurt, son corps se transformant lentement en pierre après avoir utilisé l'énergie des obélisques pour briser le continent entier en deux et déclencher l'actuelle Cinquième Saison. Il est veillé par une mangeuse de pierre qu'il a nommée Antimoine, qui semble avoir une relation conflictuelle avec le mystérieux "enfant" Hoa, qui s'avère être lui-même un mangeur de pierre et qui a accompagné Essun lorsqu'elle a fui Tirimo.
Albâtre commence à transmettre certaines de ses connaissances à Essun concernant les obélisques et la nature de l'orogenèse. Comme le révèle la fin de La Cinquième Saison, la Lune n'a pas été vue depuis au moins plusieurs milliers d'années avant les événements du livre, et la plupart des gens ignorent qu'elle a jamais existé. Albâtre affirme que sa fracturation du continent était une méthode pour générer suffisamment de chaleur et de puissance géologiques brutes pour permettre à un orogène suffisamment puissant d'utiliser les obélisques pour recapturer la Lune et mettre fin à la Cinquième Saisons (son orbite hautement elliptique est l'une des raisons de l'instabilité géologique de la Morte). Albâtre est également conscient de l'énergie argentée découverte par Nassun, qu'il identifie comme de la magie, la véritable force fondamentale qui rend l'orogenèse (et les mécanismes de Castrima) possible. Il s'efforce d'apprendre à Essun à l'utiliser efficacement alors que son état se détériore, tout en se réconciliant avec Essun au sujet de la mort de leur enfant, des années auparavant. Il meurt finalement, son corps se transformant complètement en pierre, après avoir dépensé ses dernières forces pour sauver Essun d'une tentative d'exploitation du pouvoir de l'un des obélisques voisins.
Tout au long de l'histoire, les tensions au sein de la société de Castrima sont révélées, car la coexistence des orogènes et des personnes normales au sein de la communauté est pour le moins difficile. Ces problèmes sont exacerbés par l'apparition d'un groupe d'attaque d'une communauté rivale, Rennanis, qui a quitté sa maison plus au nord et a l'intention de prendre Castrima par la force. D'abord incapables de gagner une attaque directe, ils assiègent le comm en localisant les puits de ventilation de la géode, dans l'intention de les forcer à sortir à l'air libre.
N'ayant pas le choix, les habitants de Castrima se préparent au combat. L'offensive de Rennanis est aidée par leur propre faction de mangeurs de pierre, qui s'oppose aux plans d'Albâtre et d'Antimoine. Face à la perte de son nouveau foyer, Essun utilise avec succès l'entraînement d'Albâtre pour répéter son exploit, en exploitant le pouvoir de tous les obélisques du monde pour former la Porte des Obélisques. Elle utilise l'immense pouvoir de la Porte pour transformer simultanément tous les habitants de Rennanis en pierre.
Castrima est sauvée, mais les mécanismes de la géode ont été irrémédiablement endommagés par l'assaut, et le comité risque de mourir de faim et de suffoquer s'il reste sur place. Ils commencent à se préparer à partir dans la Cinquième Saison qui s'aggrave pour trouver une nouvelle maison.

## Éditions
- The Obelisk Gate, Orbit, 16 août 2016, 448 p.  (ISBN 978-0-316-22926-5)
- La Porte de cristal, J'ai lu, coll. « Nouveaux Millénaires », 4 avril 2018, trad. Michelle Charrier, 445 p.  (ISBN 978-2-290-14426-8)
- La Porte de cristal, J'ai lu, coll. « Science-fiction » no 12751, 9 octobre 2019, trad. Michelle Charrier, 512 p.  (ISBN 978-2-290-17285-8)